# Therapeutic Goods Administration
Die Therapeutic Goods Administration (TGA) ist die Regulierungsbehörde für therapeutische Mittel (Humanarzneimittel inklusive traditionelle und pflanzliche, ferner ergänzende Mittel wie Vitamin- und Mineralstoffpräparate, Medizinprodukte, Biopharmazeutika und Blutprodukte) in Australien. Sie ist dem australischen Gesundheitsministerium unterstellt und wurde durch den Therapeutic Goods Act 1989 (Cth) gegründet. Die TGA ist verantwortlich für die Durchführung der Bewertung und Überwachung der in Australien verfügbaren therapeutischen Mittel, um sicherzustellen, dass deren Standards eingehalten werden und dass wissenschaftliche Fortschritte auf dem Gebiet der Therapeutika zeitnah zugänglich gemacht werden.

## Komitees der TGA
Die TGA verfügt über sieben statutarische Beratungskomitees, die sie einberufen kann, um unabhängige Beratung in wissenschaftlichen und technischen Fragen zu erhalten:
- Advisory Committee on Biologicals (ACB, Beratungskomitee für Biologika)
- Advisory Committee on Chemicals Schedulings (ACCS, Beratungskomitee für die Einstufung von Chemikalien)
- Advisory Committee on Complementary Medicines (ACCM, Beratungskomitee für Komplementärmedizin)
- Advisory Committee on Medical Devices (ACMD, Beratungskomitee für Medizinprodukte)
- Advisory Committee on Medicals (ACM, Beratungskomitee für Arzneimittel)
- Advisory Committee on Medicals Scheduling (ACMS, Beratungskomitee für die Einstufung von Arzneimitteln)
- Advisory Committee on Vaccines (ACV, Beratungskomitee für Impfstoffe)

Hinzu kommen drei weitere Komitees:
- Australian Influenza Vaccine Committee (AIVC, Australisches Influenza-Impfstoff-Komitee)
- Regulatory and Technical Consultative Forum for medical devices (RegTech Forum, Regulierungs- und technisches Beratungsforum für Medizinprodukte)
- Therapeutic Goods Advertising Code Committee (TGACC, Komitee für den Werbekodex für therapeutische Mittel)

## Transtasmanische Harmonisierung
Die Regierungen von Australien und Neuseeland arbeiteten zusammen, um eine transtasmanische Regulierungsbehörde für Arzneimittel und therapeutische Mittel zu gründen, die die TGA und Neuseelands Medsafe ersetzen sollte. Jedoch gab am 16. Juli 2007 die neuseeländische Ministerin Annette King bekannt, dass „die Regierung derzeit nicht mit Gesetzen in eine Richtung vorgeht, die die Einrichtung einer gemeinsamen Agentur mit Australien zur Regulierung therapeutischer Produkte ermöglichen würde.“ Außerdem wies sie darauf hin, dass „die [neuseeländische] Regierung nicht über die Sitze im Parlament verfügt, um einen vernünftigen, akzeptablen Kompromiss zu finden, der alle Parteien zu diesem Zeitpunkt zufriedenstellen würde. Die australische Regierung wurde über die Situation informiert und stimmt zu, dass die Aussetzung der Verhandlungen über die gemeinsame Behörde eine vernünftige Vorgehensweise ist.“ Weitere Informationen wurden auf der Website der Australia New Zealand Therapeutic Products Authority (ANZTPA) veröffentlicht.